# Tallahatchie County
Tallahatchie County is een county in de Amerikaanse staat Mississippi.
De county heeft een landoppervlakte van 1.668 km² en telt 14.903 inwoners (volkstelling 2000). De hoofdplaats is Charleston.

## Bevolkingsontwikkeling

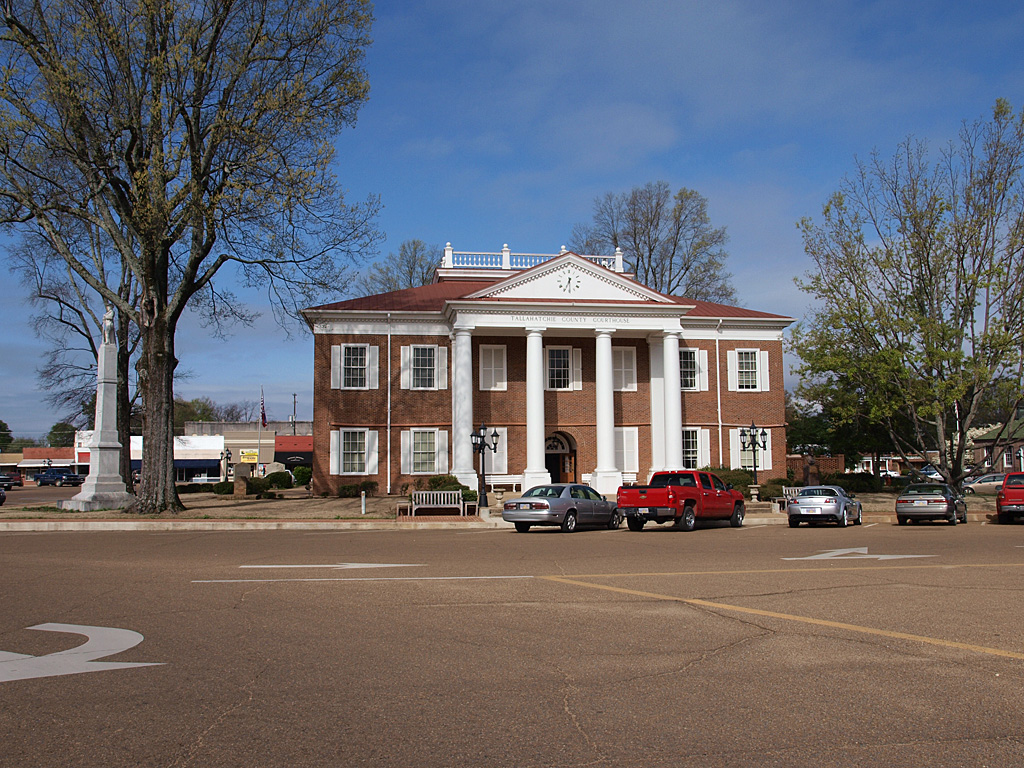
Tallahatchie County Courthouse